# 洛克先生演唱會Live紀實
《洛克先生演唱會Live紀實》（英語：Mr. Rock Concert）是蕭敬騰的首張演唱會現場實況影音專輯，2010年7月5日由華納音樂發行。內容收錄了其個人首場售票演唱會「蕭敬騰 洛克先生Mr. Rock演唱會」2009年台北小巨蛋場的三十四首曲目，首波發行的「3D立體限量超級豪華版」並附上演唱會彩排過程DVD。專輯中的現場版老鷹合唱團名曲〈Desperado〉是蕭敬騰首支收錄在個人專輯中的英文單曲，〈上海灘〉則是首支粵語歌曲。

## 曲目

### DISK 1 CD
1. Opening
2. 王子的新衣
3. 上海灘
4. 樹枝孤鳥
5. Desperado
6. 給愛人
7. 我不會愛
8. 會痛的石頭
9. 開到荼靡
10. 無言花
11. 我懷念的
12. 組曲(看我七十二變＋飛起來＋愛的抱抱＋NOBODY)
13. 阿飛的小蝴蝶
14. Say a lil something

### DISK 2 CD
1. 新不了情
2. 心如刀割
3. 衝動的懲罰
4. 愛如潮水
5. 童話
6. 活著
7. 善男信女
8. 原諒我
9. Blues
10. 小男人大男孩
11. 海芋戀
12. 寂寞還是你
13. 王妃
14. 征服＋背叛
15. 收藏
16. 晚安曲
17. Ending

### DISK 3 DVD
1. 【蕭敬騰一千零一夜】完整彩排過程

### DISK 4 DVD
1. OPENING VCR
2. 王子的新衣
3. 上海灘
4. 樹枝孤鳥
5. Desperado
6. 給愛人
7. 我不會愛
8. 會痛的石頭
9. VCR：倒數
10. 開到荼靡
11. 無言花
12. 我懷念的
13. 組曲(看我七十二變＋飛起來＋愛的抱抱＋ NOBODY)
14. 阿飛的小蝴蝶
15. Say a lil something
16. 新不了情
17. 心如刀割
18. 衝動的懲罰
19. 愛如潮水
20. 童話
21. 活著
22. 善男信女
23. 原諒我
24. 樂手SOLO
25. Blues
26. 小男人大男孩
27. 海芋戀
28. 寂寞還是你
29. 致謝詞
30. 王妃
31. ENCORE 1＋VCR＋征服
32. 背叛
33. ENCORE 2＋收藏
34. ENCORE 3＋晚安曲

## 發行版本
| 發行日期     | 封面                                       | 版本                     | 專輯資訊      |
| ------------ | ------------------------------------------ | ------------------------ | ------------- |
| 2010年7月5日 | 洛克先生演唱會Live紀實3D立體限量超級豪華版 | 《3D立體限量超級豪華版》 | 2CD+2DVD      |
| 2010年8月6日 | 洛克先生演唱會Live紀實單張搖滾平裝版       | 《單張搖滾平裝版》       | LIVE DVD ONLY |

## 音樂錄影帶
- 2010年7月15日《Desperado》
- 2010年7月20日《童話》

## 宣傳活動

### 簽唱會
- 2010年7月10日 台中市廣三崇光百貨
- 2010年7月11日 台北市立聯合醫院
- 2010年7月17日 台南市南方公園

## 銷售記錄

### 台灣
- G-music

發行首週影音榜冠軍（銷售比10.71%）（页面存档备份，存于）
影音榜三週冠軍
- 五大金榜

發行首週影音榜冠軍（銷售比40.62%） （页面存档备份，存于）
影音榜四週冠軍
- 博客來網路書店 （页面存档备份，存于）

音樂DVD暢銷榜 月冠軍

## 音樂排行榜

### 線上音樂
- KKBOX （页面存档备份，存于）

2010KKBOX數位音樂風雲榜年度百大專輯第二十名  （页面存档备份，存于）
2010KKBOX數位音樂風雲榜年度百大單曲（華語）：第三十名〈童話〉
2010KKBOX數位音樂風雲榜年度百大單曲（西洋）：第二十名〈Desperado〉
2010年7月華語單曲榜 月冠軍〈童話〉
2010年7月西洋單曲榜 月冠軍〈Desperado〉

## 外部連結
- 華納線上音樂雜誌 （页面存档备份，存于）
- 占士邦－蕭敬騰官方網站